# 芒德鎮區 (堪薩斯州菲利普斯縣)
芒德鎮區（英語：Mound Township）為美國堪薩斯州菲利普斯縣轄下的鎮區。2010年美国人口普查中該鎮區人口有144人。

## 地理
芒德鎮區涵蓋總面積為93.08平方（35.94平方英里）。

## 人口統計
根據2010年美國人口普查，芒德鎮區人口有144人，住房79戶，人口密度為1.55人/每平方公里。此鎮區居民之種族中，白人佔96.53%，非裔美國人佔0%，美洲原住民佔0%，亞裔美國人佔1.39%，太平洋島裔美國人佔0%，其他種族佔0%，混血種族則佔2.08%。而西班牙裔或拉丁裔美國人佔此鎮區人口的2.08%。

## 交通

### 主要公路
- 36號美國國道